# Nidec
Nidec Corporation (日本電産株式会社 Nihon Densan Kabushiki-gaisha) er en japansk producent af elektriske motorer. Deres produkter benyttes i harddiske, elektriske apparater, biler og i industriprodukter.
De to største produktgrupper er motorer til harddiske (16 % af virksomhedens salg) og til bilindustrien (22 % af virksomhedens salg).
I 2017 havde de 296 forskellige datterselskaber. Nidec blev etableret i 1973 som Nippon Densan Corporation (i dag Nidec Corporation) i Nishikyo-ku, Kyoto.